# Tord Peterson
Tord Greger Peterson (født 21. april 1926, død 11. januar 2021) var en svensk skuespiller, der blev særligt kendt for rollen som Ivar i Englegård-filmene. Han er også kendt som stemmen bag Peddersen i de animerede film om Peddersen og Findus, der er baseret på børnebøgerne af Sven Nordqvist.
Tord Peterson ligger begravet på Sandsborgskyrkogården i Stockholm.

## Udvalgt filmografi
- Foreign Intrigue (tv-serie, 1956)
- Den hårde leg (1956, ukrediteret)
- No Time to Kill (1959)
- A Matter of Morals (1961)
- Skuddet (1969)
- Freewheelers (tv-serie, 1973)
- En enkel melodi (1974)
- Ungkarlshotellet (1975)
- Hem till byn (tv-serie, 1976)
- Sverige åt svenskarna (1980)
- Time out (tv-serie, 1982)
- Husbonden (tv-film, 1989)
- Englegård (1992)
- Ingen som du (kortfilm, 1994)
- Englegård - næste sommer (1994)
- Sherdil (1999)
- Peddersen og Findus - det kattens år (animationsfilm, 1999)
- Skærgårdsdoktoren (tv-serie, 2000)
- Peddersen og Findus (animeret tv-serie, 2000)
- Peddersen og Findus - fornemt besøg (animationsfilm, 2000)
- Belinder auktioner (tv-serie, 2003)
- Populærmusik fra Vittula (2004)
- Peddersen og Findus 3 - nissemaskinen (animationsfilm, 2005)
- Peddersen og Findus 4 - glemligheder (animationsfilm, 2009)
- Englegård - alle gode gange 3 (2010)
- Skumringstimen (2013)